# Pachydactylus
Pachydactylus, del griego clasico παχύς (pakhús), "grueso", y δάκτυλος (dáktulos), "dedo", es un género de gecos de la familia Gekkonidae. Se distribuye por el sur de África.

## Especies
Se reconocen las siguientes 55 especies:
- Pachydactylus acuminatus FitzSimons, 1941.
- Pachydactylus affinis Boulenger, 1896.
- Pachydactylus amoenus Werner, 1910.
- Pachydactylus atorquatus Bauer, Barts & Hulbert, 2006.
- Pachydactylus austeni Hewitt, 1923.
- Pachydactylus barnardi FitzSimons, 1941.
- Pachydactylus bicolor Hewitt, 1926.
- Pachydactylus boehmei Bauer, 2010.
- Pachydactylus capensis (Smith, 1846).
- Pachydactylus caraculicus FitzSimons, 1959.
- Pachydactylus carinatus Bauer, Lamb & Branch, 2006.
- Pachydactylus etultra Branch, Bauer, Jackman & Heinicke, 2011.
- Pachydactylus fasciatus Boulenger, 1888.
- Pachydactylus formosus Smith, 1849.
- Pachydactylus gaiasensis Steyn & Mitchell, 1967.
- Pachydactylus geitje (Sparrman, 1778).
- Pachydactylus goodi Bauer, Lamb & Branch, 2006.
- Pachydactylus griffini Bauer, Lamb & Branch, 2006.
- Pachydactylus haackei Branch, Bauer & Good, 1996.
- Pachydactylus katanganus De Witte, 1953.
- Pachydactylus kladaroderma Branch, Bauer & Good, 1996.
- Pachydactylus kobosensis FitzSimons, 1938.
- Pachydactylus labialis FitzSimons, 1938.
- Pachydactylus laevigatus Fischer, 1888.
- Pachydactylus maculatus Gray, 1845.
- Pachydactylus maiatoi Marques, Parrinha, Ceríaco, Brennan, Heinick & Bauer, 2023.[3]
- Pachydactylus maraisi Heinicke, Adderly, Bauer & Jackman, 2011.
- Pachydactylus mariquensis Smith, 1849.
- Pachydactylus mclachlani Bauer, Lamb & Branch, 2006.
- Pachydactylus monicae Bauer, Lamb & Branch, 2006.
- Pachydactylus montanus Methuen & Hewitt, 1914.
- Pachydactylus namaquensis (Sclater, 1898).
- Pachydactylus oculatus Hewitt, 1927.
- Pachydactylus oreophilus McLachlan & Spence, 1967.
- Pachydactylus oshaughnessyi Boulenger, 1885.
- Pachydactylus otaviensis Bauer, Lamb & Branch, 2006.
- Pachydactylus parascutatus Bauer, Lamb & Branch, 2002.
- Pachydactylus punctatus Peters, 1854.
- Pachydactylus purcelli Boulenger, 1910.
- Pachydactylus rangei (Andersson, 1908).
- Pachydactylus reconditus Bauer, Lamb & Branch, 2006.
- Pachydactylus robertsi FitzSimons, 1938.
- Pachydactylus rugosus Smith, 1849.
- Pachydactylus sansteynae Steyn & Mitchell, 1967.
- Pachydactylus scherzi Mertens, 1954.
- Pachydactylus scutatus Hewitt, 1927.
- Pachydactylus serval Werner, 1910.
- Pachydactylus tigrinus Van Dam, 1921.
- Pachydactylus tsodiloensis Haacke, 1966.
- Pachydactylus vansoni FitzSimons, 1933.
- Pachydactylus vanzyli (Steyn & Haacke, 1966).
- Pachydactylus visseri Bauer, Lamb & Branch, 2006.
- Pachydactylus waterbergensis Bauer & Lamb, 2003.
- Pachydactylus weberi Roux, 1907.
- Pachydactylus werneri Hewitt, 1935.